# ستيفن أفيري
ستيفن أفيري (بالإنجليزية: Steven Avery)‏ هو صياد ‏ أمريكي، ولد في 9 يوليو 1962 في مقاطعة مانيتووك في الولايات المتحدة.
(من مواليد 9 يوليو 1962) مواطن أمريكي مدان من مقاطعة مانيتووك بولاية ويسكونسن، والذي سبق أن أدين خطأ في عام 1985 بالاعتداء الجنسي ومحاولة القتل. بعد أن قضى 18 عامًا من عقوبة 32 عامًا، تمت تبرئته من خلال اختبار الحمض النووي بعد اكتشاف القاتل الحقيقي والذي يدعى(الآن غريغوري) وأطلق سراحه في عام 2003 . 
بعد عامين من خروج ستيف ايفري قام برفع دعوى قضائية لتعويضه بقيمة 36 مليون دولار ضد مقاطعة مانيتووك وشريفها السابق ومحامي المقاطعة السابق للإدانة الخاطئة والسجن وكذلك قام بمبادرة بتنفيذ مشروع قانون اصلاح العدالة الجنائية في ويسكونسن الذي تم سنه في عام 2005 لاصلاحات تهدف لمنع الادانات الخاطئة في المستقبل ولكن في نفس العام اختفت شابة أمريكية تدعى (تيريزا هالباك) بعد لقاءها ب ستيف ايفري في باحة لسيارات التالفة اللتي كانت ملك لعائلة ال ايفري لتاخذ بعض صور للسيارات بالة التصوير الخاصة بها نظراً لاهتمامها بتصوير السيارات وبعد نهاية لقاءها ب ستيف ليفري اختفت عن الانظار وسجلت كمفقودة وبعد البحث والتحري شوهدت سيارتها في باحة ال ايفري بعد ان تمت محاولة اخفائها وعند البحث وجدت اثار لعظام ادمية وبعد فحص الحمض النووي اثبتت هذه الاثار انها تعود لجثة (تيريزا هالباك) وقامت الشرطة على الفور باتهام ستيف ايفري بقتلها بعد وجود عدة ادلة تدين ستيف في مسرح الجريمة. 
اتهم ستيف ايفري الشرطة بدس قطرات من دمه وحمضه النووي في المقطورة اللتي كان يعيش بها في باحة السيارات التالفة بعد ان حصلوا عليها عندما كان سجينا في قضيته الأولى اللتي تمت تبرئته منها وذلك للإطاحة به بعد مطالبته بتعويض يكلف خزينة المقاطعة الصغيرة ولمحو الخطاء اللذي قامت به الولاية لتصويره كقاتل. 
و بعد عدة أيام ظهر (براندن ديسي) وهو ابن شقيقة ستيف ايفري البالغ من العمر 16 عاماً في قسم للشرطة يعترف بمشاركته في قتل تيريزا هالباك بعد ان طلب منه خاله ستيف ايفري ذلك ! 
ولكن عائلة ال ايفري تشكك في الشرطة نظراً لاحتجاز براندن ديسي في قسم الشرطة والضغط عليه للادلاء بشهادة كاذبة تدين خاله ستيف ايفري خصوصا انه تحت السن القانونية. 
في عام 2007 ادين وحكم عليه بالسجن مدى الحياة دون امكانية الإفراج المشروط وقد ايدت المحكمة العليا الإدانة.

## وصلات خارجية
- ستيفن أفيري على موقع IMDb (الإنجليزية)
- ستيفن أفيري على موقع الموسوعة البريطانية (الإنجليزية)